# Souhra Ali Mohamed
Souhra Ali Mohamed, conosciuta anche come Zourah Ali (in arabo زهره محمد علي‎?; Ali Sabieh, 23 novembre 1994), è una mezzofondista gibutiana.

## Biografia
La sua prima esperienza a livello internazionale seniores risale al 2011, quando ha partecipato ai Giochi panafricani di Maputo, dove però non è riuscita a superare le batterie di qualificazione negli 800 metri piani. Lo stesso anno ha preso parte ai Giochi panarabi di Doha, dove ha raggiunto l'ottava posizione in classifica sempre negli 800 metri piani.
Dopo la partecipazione ai campionati africani di Porto Novo che ha visto la sua eliminazione in batteria di qualificazione nei 400 metri piani, nel 2017 ha preso parte ai Giochi della solidarietà islamica di Baku e ai Giochi della Francofonia di Abidjan, ma anche in questi casi non è riuscita ad approdar in semifinale negli 800 metri piani.
Nel 2019 ha ottenuto la quinta posizione in classifica ai campionati arabi del Cairo e l'ottavo posto ai Giochi panafricani di Rabat, in entrambi i casi negli 800 metri piani.
Detentrice del record nazionale del Gibuti negli 800 e 1 500 metri piani, nel 2021 prende parte alla gara dei 1 500 metri ai Giochi olimpici di Tokyo.

## Record nazionali
- 800 metri piani: 2'05"12 ( Rabat, 26 agosto 2019)
- 1 500 metri piani: 4'12"65 ( Gibuti, 12 aprile 2021)

## Progressione

### 800 metri piani
| Stagione | Tempo   | Luogo       | Data       | Rank. Mond. |
| -------- | ------- | ----------- | ---------- | ----------- |
| 2019     | 2'05"12 | Rabat       | 26-8-2019  |             |
| 2018     | 2'09"78 | Gibuti      | 30-3-2018  |             |
| 2017     | 2'11"02 | Azerbaigian | 16-5-2017  |             |
| 2011     | 2'27"19 | Doha        | 19-12-2011 |             |

## Palmarès
| Anno | Manifestazione                    | Sede       | Evento | Risultato | Prestazione | Note                          |
| ---- | --------------------------------- | ---------- | ------ | --------- | ----------- | ----------------------------- |
| 2010 | Giochi olimpici giovanili         | Singapore  | 3000 m | Finale 2  | dns         |                               |
| 2011 | Giochi panafricani                | Maputo     | 800 m  | 7ª (q)    | 2'36"61     | Miglior prestazione personale |
| 2011 | Giochi panarabi                   | Doha       | 800 m  | 8ª        | 2'27"19     | Miglior prestazione personale |
| 2012 | Campionati africani               | Porto Novo | 400 m  | 7ª (q)    | 1'03"84     | Miglior prestazione personale |
| 2017 | Giochi della solidarietà islamica | Baku       | 800 m  | 4ª (q)    | 2'11"02     | Miglior prestazione personale |
| 2017 | Giochi della Francofonia          | Abidjan    | 800 m  | 6ª (q)    | 2'11"46     |                               |
| 2019 | Campionati arabi                  | Il Cairo   | 800 m  | 5ª        | 2'10"05     |                               |
| 2019 | Giochi panafricani                | Rabat      | 800 m  | 8ª        | 2'05"99     |                               |